# Clarines
Clarines é uma aldeia típica portuguesa preservada da freguesia de Giões no município de Alcoutim. Tem de Latitude: 37.4833333, de Longitude: -7.65 e de Altitude: 218 metros.
Aldeia de origens romanas, esteve ocupada pelos visigodos e árabes. Esta localidade mantém-se, ainda hoje, próximo do original e está dividido em duas parte: monte de cima e o monte de baixo.

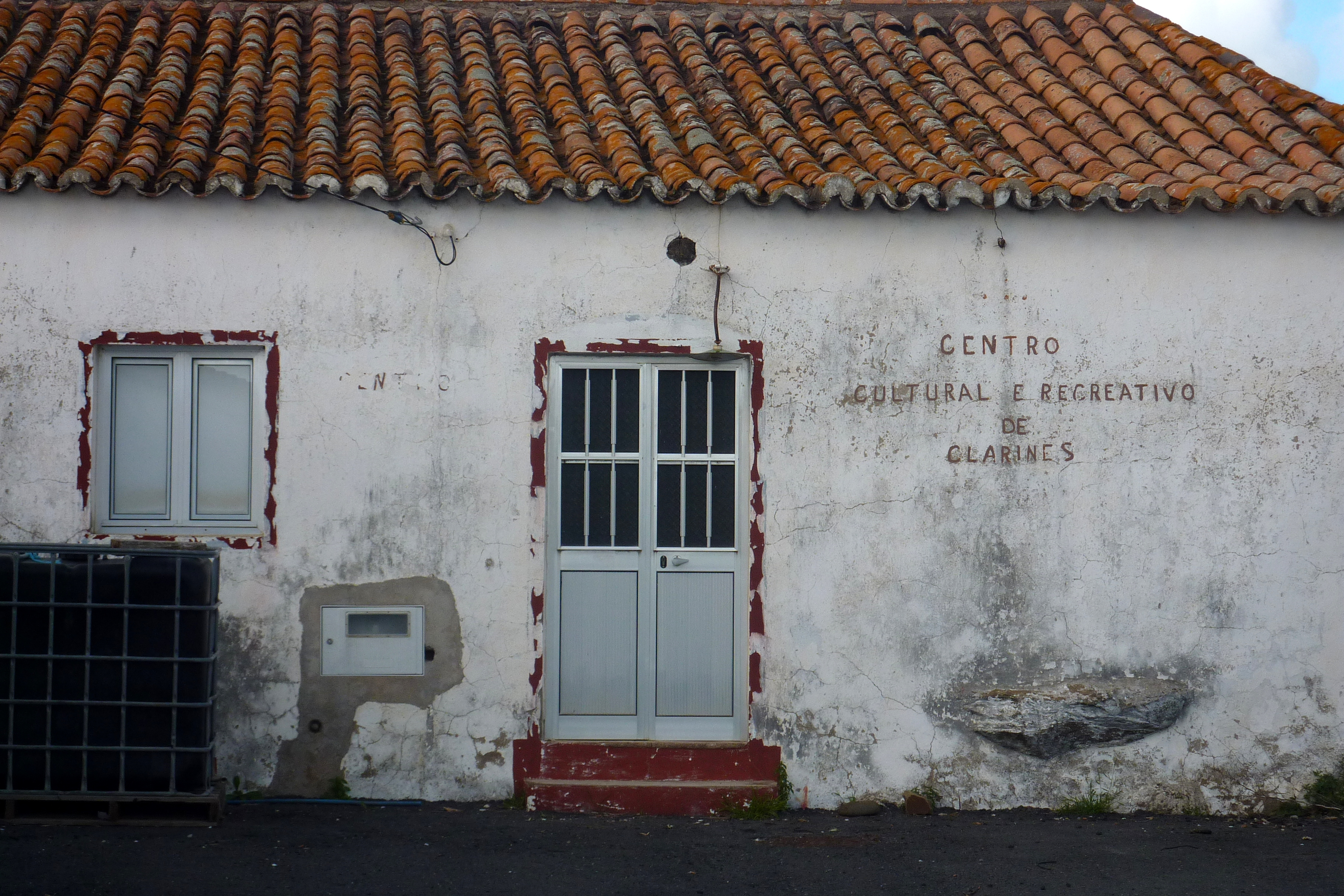
Centro Cultural e Recreativo de Clarines

## Cultura e geografia
Perto do rio Vascão, que marca a separação entre o Algarve e o Alentejo, o seu casario marca-se pelas duas influências. As casas estão organizadas em núcleos de antigos lavradores e pequenos proprietários.
Pode-se encontrar, por estas bandas, culturas de searas produzindo, assim, um clima predestinado ao surgimento de habitat a aves estepárias.
Para além de uma boa caça deve-se ainda visitar um monumento gótico que mostra a grandeza deste monte nos tempos medievais. Este é um dos raros montes que tem igreja.

## História
Durante a ocupação visigótica construiu-se em Clarines um templo de que apenas restam alguns elementos arquitetônicos, pilastras, parte deles integrados na atual capela na parede exterior ao canto superior direito.
É provável que D. Paio Peres Correia tenha estado em Clarines e no Monte das Relíquias aquando da conquista de Alcoutim e Vaqueiros. Nossa Senhora de Oliveira era na altura a padroeira de Portugal, pela mão de D. Afonso Henriques, e estando Clarines ocupada por mouros, é provável que, na altura, a sua igreja fosse mesquita. Numa rápida mudança, D. Paio terá eleito Nossa senhora de Oliveira como padroeira do monte, como o fez em outras localidades nomeadamente Canha e Samora Correia.

## Fatos importantes desde 1975
- 1975 - a aldeia tinha 94 habitantes.
- 1977 - chega a luz elétrica
- 1989 - A Igreja é restaurada e as suas ruas alcatroadas.
- 2006 - chega à aldeia a água canalizada.
- 2007 - Criação do caminho pedestre chamado Viçoso que integra a aldeia.
- 2010 - Criação de uma rede de esgotos que terminará em 2011.

## Património
- Igreja de Nossa Senhora da Oliveira
- Termas da Água Santa
- Museu dos Farelos
- Zonas de Caça Turísticas